# Square Lucien-Fontanarosa
Le square Lucien-Fontanarosa est un espace vert, situé dans le 17e arrondissement de Paris, en France.

## Situation et accès
Situé entre la porte des Ternes et Neuilly-sur-Seine, le square est encadré par le boulevard d'Aurelle-de-Paladines au sud et la rue Cino-Del-Duca à l'ouest.
Cet espace vert est relié à plusieurs espaces verts séparés, situés à proximité du boulevard périphérique, entre la porte Maillot et la porte d’Asnières, par la promenade Bernard-Lafay.
Ce site est desservi par la ligne 3 à la station Porte de Champerret.

## Origine du nom
Le nom du square fait référence à l'artiste peintre et lithographe français Lucien Fontanarosa (1912-1975). À partir de 1964, il installe son atelier dans le 17e arrondissement, au 32, cité des Fleurs.

## Historique
Créé en 1978, le square de Paris s'étend sur 4 000 m2.